# Wilhelm Büttemeyer
Wilhelm Büttemeyer (* 1940 in Brüsewitz) ist ein deutscher Philosoph und Hochschullehrer.

## Leben
Büttemeyer studierte Philosophie, Mathematik und Musikwissenschaften in Münster, Pavia, Mailand und Bochum. Er legte 1966 die erste Philologische Staatsprüfung in Philosophie und Mathematik an der Universität Münster ab. An der Universität Mailand erwarb er das „Diploma di Perfezionamento in Filosofia“. Seine Promotion zum Dr. phil. folgte 1970 an der Ruhr-Universität Bochum. Die folgende Zeit verbrachte er als wissenschaftlicher Assistent an der Pädagogischen Hochschule Niedersachsen in Oldenburg und an der Universität Oldenburg. Er habilitierte sich an der Universität Oldenburg, wo er anschließend als Privatdozent und Professor auf Zeit wirkte.  Von 1988 bis 2024 lehrte und forschte er als außerplanmäßiger Professor. 
Büttemeyer war außerdem als Gastdozent an den Universitäten Mailand, Bremen und Rostock tätig. Er ist ausländisches Mitglied der Galilei-Akademie der Wissenschaften und Künste in Padua und seit 1994 Mitbegründer und Vorsitzender der Filosofia-Italiana-Stiftung in Oldenburg.
Wilhelm Büttemeyer schrieb zahlreiche Artikel für das Biographisch-Bibliographische Kirchenlexikon (BBKL).

## Schwerpunkte
Büttemeyers Schwerpunkte in Forschung und Lehre sind unter anderem Logik, Erkenntnis- und Wissenschaftstheorie, Philosophie der Mathematik, Italienische Philosophie des 19. und 20. Jahrhunderts sowie Musikästhetik.

## Werke (Auswahl)

### Monographien
- zusammen mit Stephan Kornmesser: Wissenschaftstheorie. Eine Einführung. Berlin: J. B. Metzler.
- Logik zur Einführung. Hamburg: Junius, 2014, ISBN 978-3885060796.
- Ernesto Grassi. Humanismus zwischen Faschismus und Nationalsozialismus. Freiburg und München: Alber, 2009, ISBN 978-3495483213.
- Wissenschaftstheorie für Informatiker. Stuttgart: Spektrum Akademischer Verlag, 1995, ISBN 3860255185.
- Der erkenntnistheoretische Positivismus Roberto Ardigòs mit seinen zeitgeschichtlichen Beziehungen. Meisenheim und Glan: Hain, 1974, ISBN 978-3445010711.
- Roberto Ardigò e la psicologia moderna. Florenz: La Nuova Italia, 1969.

### Herausgaben
- zusammen mit Hans Jörg Sandkühler: Übersetzung. Sprache und Interpretation. Frankfurt am Main: Peter Lang, 2000, ISBN 978-3631363089.
- Roberto Ardigò: Lettere edite ed inedite
  - Band I: 1850-1894. Frankfurt am Main 1990.
  - Band II: 1895-1920. Frankfurt am Main 2000.
- Philosophie der Mathematik. Freiburg und München: Alber, 2003, 3. Aufl. 2009, ISBN 978-3495480137.
- zusammen mit Bernhard Möller: Der Positivismusstreit in der deutschen Erziehungswissenschaft. München: Fink, 1979, ISBN 3770516656.
- Roberto Ardigò / Pasquale Villari: Carteggio 1868–1916. Florenz: La Nuova Italia, 1973.